# Хасан (озеро)
Хасан (рос. озеро Хасан; кит.: 哈桑湖; піньїнь: Hāsāng Hú) — невелике прісноводне озеро в Російській Федерації, на півдні Приморського краю (Хасанський район).

## Географія
Розташоване на південному сході від затоки Посьєта, недалеко від кордону з КНДР, за 130 км на південному заході від Владивостока. Сток з озера в річку Танбогатий.

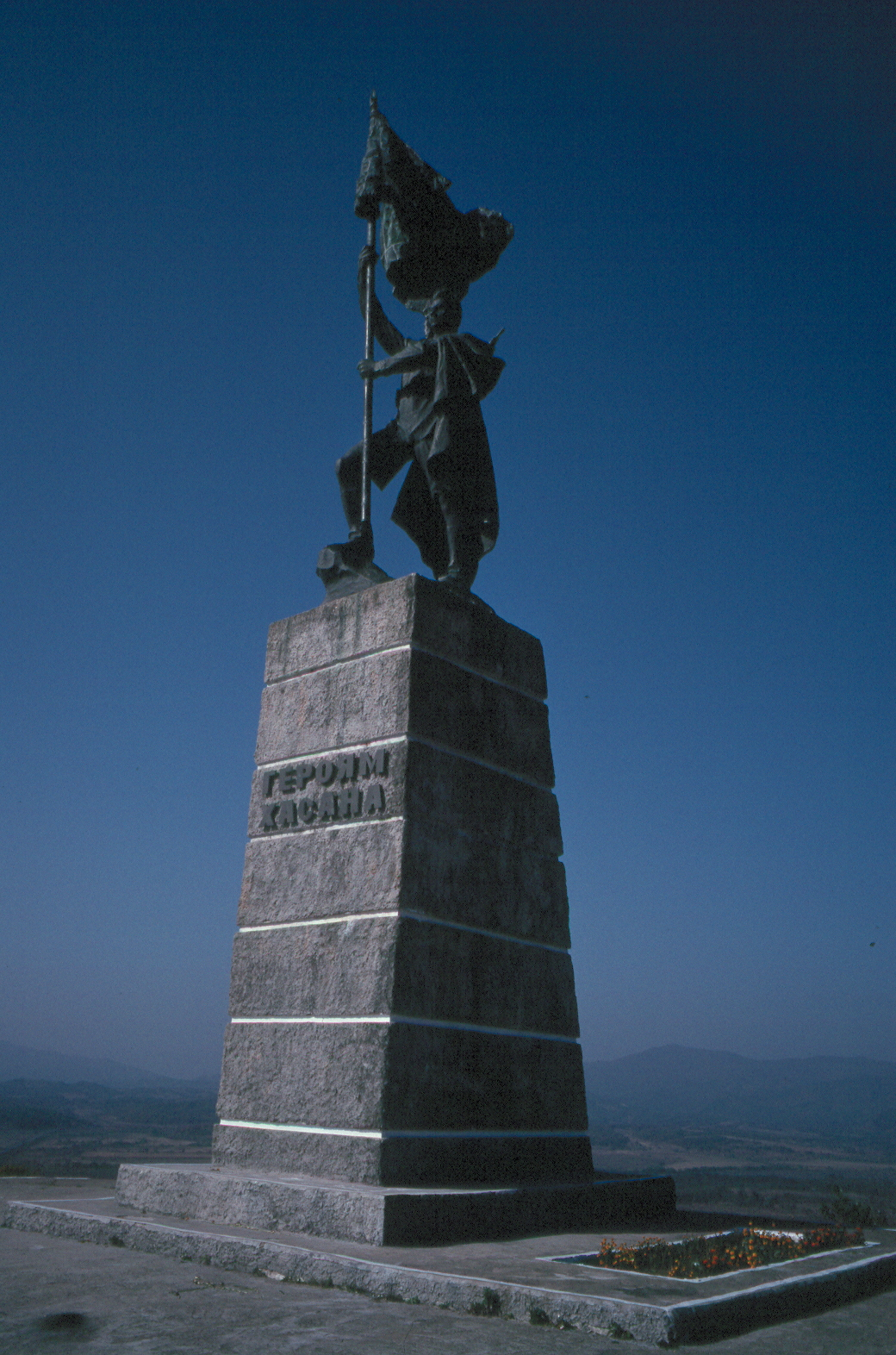
Пам'ятник радянським солдатам біля озера Хасан

## Клімат
Озеро розташоване в помірному кліматичному поясі, де дмуть мусони. Часті тут також тайфуни і циклони.
У даному районі середня температура коливається біля позначки +5 градусів Цельсія, в січні — близько −9 градусів Цельсія, снігу мало. 70 відсотків річної норми опадів приходиться на літній період.

## Природа
Озеро має галькові береги, на яких росте листяний ліс, що змінюється чагарником. Дно мулисте, але води озера забезпечуються киснем і взимку, так як у воді живе річкова риба чебак. Всього в озері водиться 18 видів риб. На озері Хасан ростуть лотоси.

## Бої біля озера Хасан
Озеро стало відомим завдяки першому поважному бойовому зіткненню з серії зіткнень 1931-1939 років на маньчжурсько-радянському кордоні між радянськими і японськими військами.